# Església dels Salesians (Girona)
L'Església dels Salesians és un conjunt d'edificis de Girona inclosa a l'Inventari del Patrimoni Arquitectònic de Catalunya.

## Descripció

### Església
És un edifici d'una planta d'una nau amb absis poligonal. Nau de volta ogival. Façana simètrica d'accés per porta d'arc de punt d'ametlla amb inscripció AUXILIUM CHRISTIANORUM. Damunt hi ha un òcul i més amunt una rosassa de traceria molt treballada. La façana es clou amb el frontó del teulat i amb una cornisa de motllures, que dona la volta a l'edifici. El lateral esquerra de cinc trams i contraforts esglaonats que clouen amb ràfec de pedra. Finestres de punt d'ametlla i d'altres d'arc rebaixat al soterrani i a nivell de terra (tapiades). Les obertures segueixen a totes les façanes. La lateral dreta és dins el pati dels Salesians i té cossos adherits.

### Complex educatiu
És un edifici de planta baixa i dos pisos, format entorn d'un pati. Planta en U on cal remarcar la façana principal. A l'esquerra es troba l'església dels Salesians. La façana lateral dreta i la principal segueixen la mateixa composició d'obertures seriades a totes les plantes, de composició en vertical, però separats els forjats per franges. L'accés es fa a través d'una porta amb finestres a banda i banda i unificat tot per un arc rebaixat. Al damunt hi ha tres finestres unides. Al segon pis segueix la composició general. L'accés es produeix pel punt d'unió amb l'església. El pati té dos nivells, un a la part antiga i l'altre a l'ampliació del XX al llarg del que ja existia. La façana es remata amb cornisa i gàrgoles rectes.
Dins hi ha un retaule de la mateixa època i de l'escola d'imatgeria d'Olot.
S'instal·len en terrenys del Marquès de Cuadras, dins el terme, llavors, de Sant Daniel, conegut com el Bou d'Or. La finca es coneixia com la Manola.

## Història
L'any 1891 arribaren a Girona els primers religiosos salesians i al maig de 1893 s'inauguraven les primeres instal·lacions que esdevendrien un gran complex educatiu. Aquell mateix any comencen a funcionar les classes gratuïtes, l'Oratori Festiu i la Granja agrícola. El temple, dedicat a Santa Maria Auxiliadora, és beneït i obert al públic el 28 de juny del 1901. La Guerra Civil (1936-1939) afectà greument tant el santuari com el col·legi, però a principis de gener de l'any següent es va beneir la nova imatge de la Verge, rèplica de la que havia estat destruïda durant la Guerra. Posteriorment, la crisi de vocacions al sacerdoci va afectar la institució i els Salesians van marxar al 1980. S'hi instal·là el centre de FP i més tard, vers el 1985, l'edifici vell s'aprofità per fer-hi l'institut Girona 3. Actualment, l'institut s'anomena Institut Narcís Xifra i Masmitjà.